# Cumberland Valley AVA
Cumberland Valley AVA (anerkannt seit dem 23. Juli 1985) ist ein Weinbaugebiet in den US-Bundesstaaten Pennsylvania und Maryland. Das Gebiet erstreckt sich auf die Verwaltungsgebiete Washington County im Nordwesten von Maryland sowie Franklin County und Cumberland County im mittleren Süden von Pennsylvania.  
Trotz eines riesigen Gebiets, dass in die Definition der Herkunftsbezeichnung einging, liegt die tatsächlich bestockte Rebfläche bei bescheidenen 40 Hektar. Die Weinberge befinden sich entweder in Hanglagen am Potomac River oder der South Mountain, einem Ausläufer der Blue Ridge Mountains.  Die Böden enthalten meist alkalischen Kalkstein.